# Francis Duteil
Francis Duteil (nascido em 25 de março de 1947) é um ex-ciclista francês que representou França nos Jogos Olímpicos de Verão de 1976 em Montreal, onde competiu na prova de estrada individual, no entanto ele não terminou a corrida.